# Abraham Gotthelf Kästner
Abraham Gotthelf Kästner (Leipzig, 27 de setembro de 1719 — Göttingen, 20 de junho de 1800) foi um matemático alemão.

## Vida
Filho do professor de direito Abraham Kästner. Casou em 1757 com Anna Rosina Baumann, falecida em 4 de março de 1758. Casou depois com a viuva de um oficial francês.

## Profissão
Estudou a partir de 1731 na Universidade de Leipzig direito, filosofia, física, matemática e metafísica. Em 1733 foi notário. Em 1739 habilitou-se na Universidade de Leipzig, lecionando matemática, filosofia e direito. Em 1746 foi professor extraordinário na Universidade de Leipzig. Em 1756 foi professor de ciências naturais e geometria na Universidade de Göttingen, sendo diretor do observatório de Göttingen a partir de 1763. Foi professor e mais tarde colega de Georg Christoph Lichtenberg e Johann Christian Erxleben. Também foram seus alunos Johann Friedrich Pfaff, orientador de Carl Friedrich Gauss, Johann Tobias Mayer, filho de seu amigo e antigo diretor do observatório de Göttingen, Tobias Mayer, e Heinrich Wilhelm Brandes. Faleceu em Göttingen, em 1800, e foi sepultado no Bartholomäusfriedhof em Göttingen.

## Obras

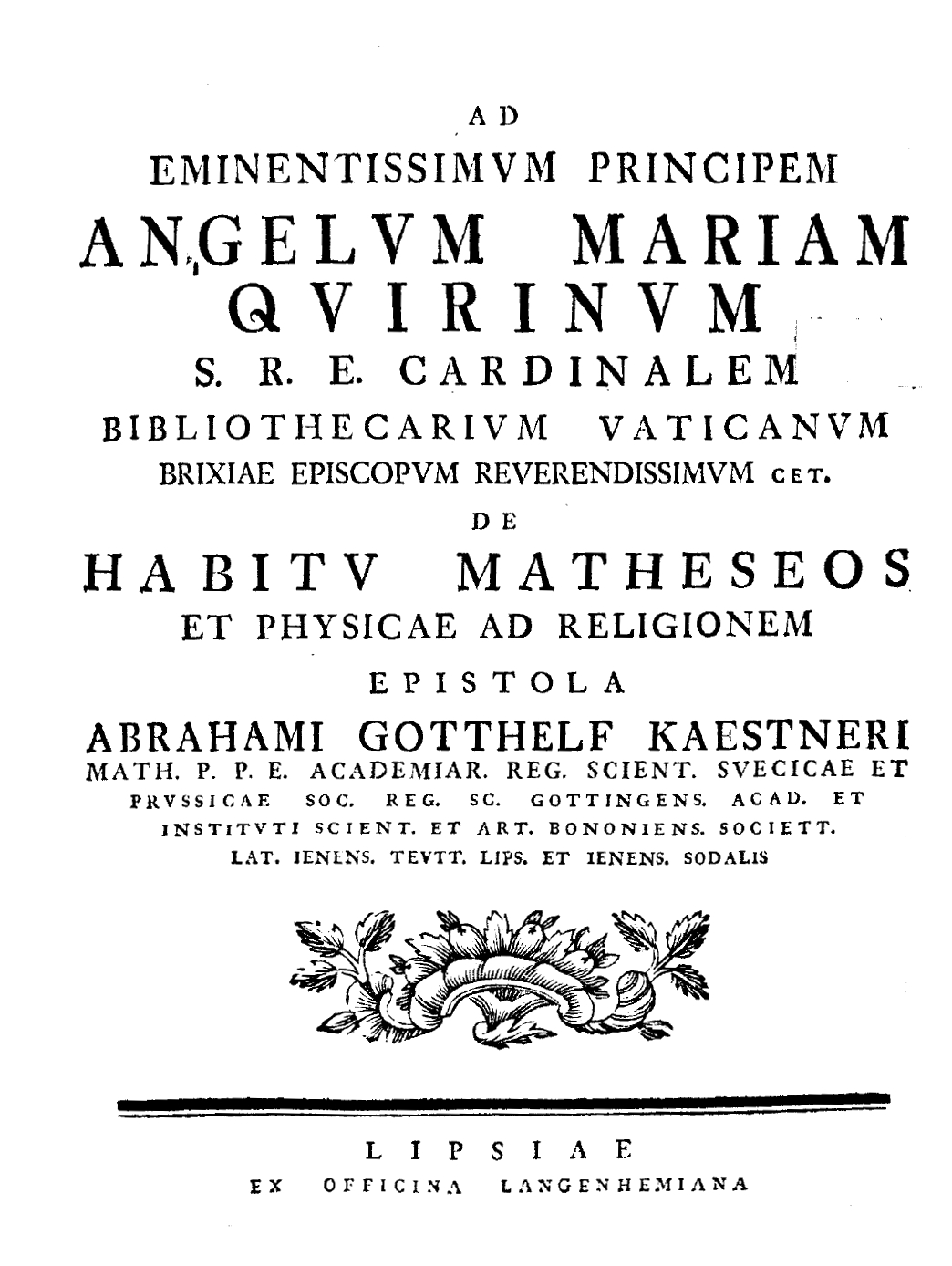
De habitu matheseos et physicae ad religionem, 1752

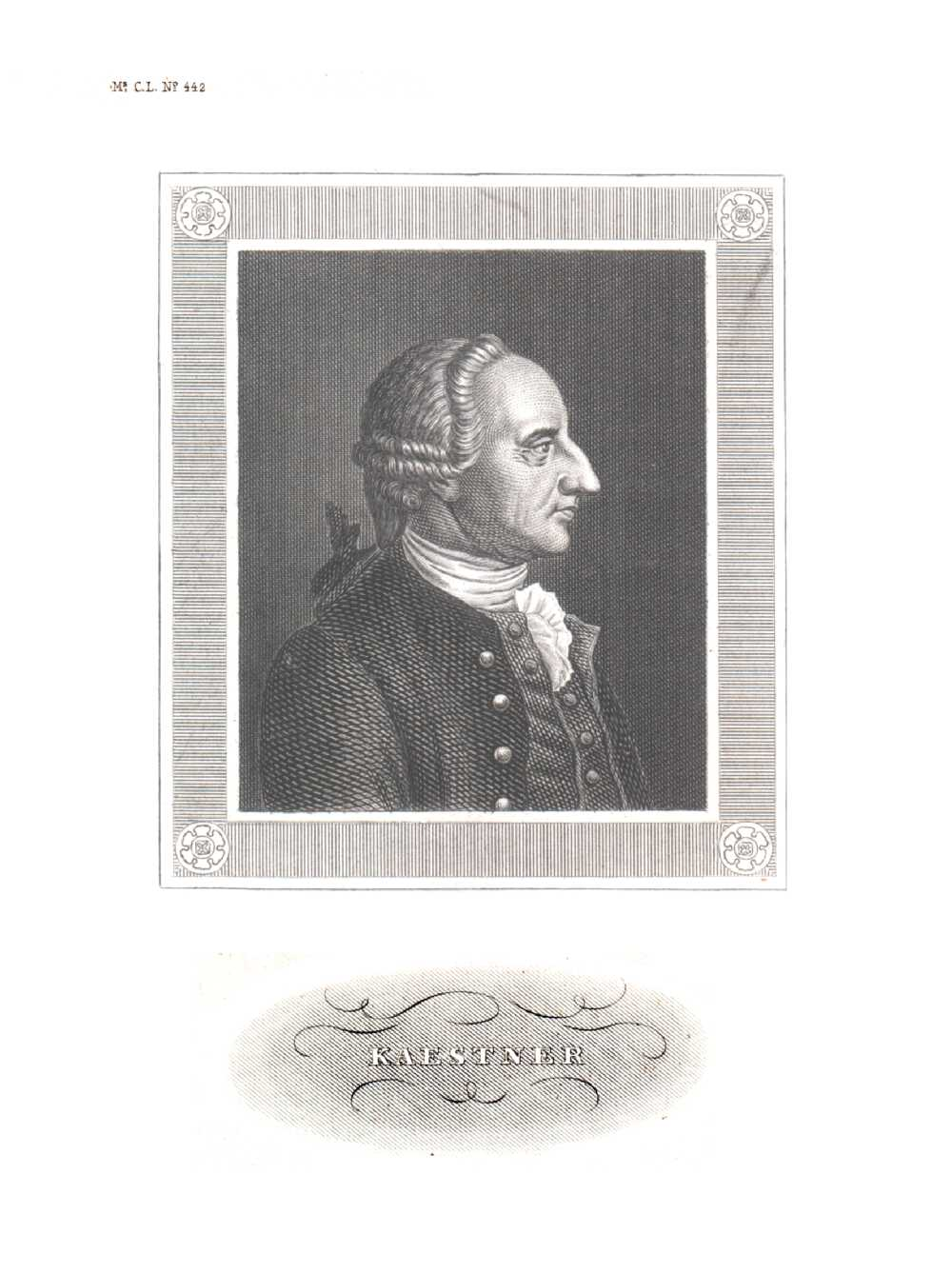
Abraham Gotthelf Kästner

Dentre suas diversas publicações matemáticas destaca-se Anfangsgründe der Mathematik (Göttingen 1758–1769, 4 volumes; 6ª edição, 1800). Sua Geschichte der Mathematik (Göttingen, 1796–1800, 4 volumes) é uma obra monumental, faltando no entanto uma visõ geral sobre todos os ramos da matemática.
Além da matemática tornou-se conhecido pelo seu Sinngedichte, publicado inicialmente sem seu consentimento em 1781 em Gießen, pelo qual foi severamente criticado devido a seu humor negro e irônico sobre diversas personalidades. 